# فالح ومحتاس (فلم)
فالح ومحتاس هو فيلم دراما مصري من إخراج إسماعيل حسن وبطولة السيد بدير، عمر الجيزاوي، شريفة ماهر، سميحة توفيق، محمود شكوكو ووداد حمدي، صدر الفيلم في 23 أغسطس 1954.
هذا الفيلم هو أول فيلم يخرجه إسماعيل حسن

## نبذة
فَرَّ كل من ابني العم (فالح ، ومحتاس) من والدة (محتاس) كبيرة الرحيمية التي ترغب في تزويج كل منهما من شقيقة الآخر ، وهو ما يتعارض مع رغباتهما ، ويصلان بالقطار إلى (القاهرة) ، ويتعرفان على راقصة ومغنية تقومان باستغلال سذاجتهما ، وإقناعهما بشراء أحد الملاهي الليلية ، وتتصاعد الأحداث .

## طاقم العمل
- السيد بدير بدور محتاس
- عمر الجيزاوي بدور فالح
- شريفة ماهر بدور كروان
- سميحة توفيق بدور استك
- محمد شكوكو بدور مدير الكازينو
- وداد حمدي بدور خادمة البنسيون

## وصلات خارجية
- مقالات تستعمل روابط فنية بلا صلة مع ويكي بيانات